# Bundestagswahlkreis Rheinisch-Bergischer Kreis
Der Wahlkreis Rheinisch-Bergischer Kreis (Wahlkreis 99; bis zur Bundestagswahl 2021 Wahlkreis 100) ist ein Bundestagswahlkreis in Nordrhein-Westfalen. Er umfasst den Rheinisch-Bergischen Kreis.

## Wahlkreisgeschichte
| Wahl      | Wahlkreisname                   | Gebiet |
| --------- | ------------------------------- | --- |
| 1949–1961 | 72 Rheinisch-Bergischer Kreis   | alter Rheinisch-Bergischer Kreis                                                                                      |
| 1965–1976 | 66 Rheinisch-Bergischer Kreis   | alter Rheinisch-Bergischer Kreis                                                                                      |
| 1980–1998 | 67 Rheinisch-Bergischer Kreis I | vom Rheinisch-Bergischen Kreis die Gemeinden Bergisch Gladbach, Kürten, Odenthal, Overath, Rösrath und Wermelskirchen |
| 2002–2009 | 101 Rheinisch-Bergischer Kreis  | Rheinisch-Bergischer Kreis                                                                                            |
| 2013–2021 | 100 Rheinisch-Bergischer Kreis  | Rheinisch-Bergischer Kreis                                                                                            |
| 2025–     | 99 Rheinisch-Bergischer Kreis   | Rheinisch-Bergischer Kreis                                                                                            |

## Wahlkreisabgeordnete
| Wahl | Abgeordneter | Abgeordneter          | Partei | Stimmen in % |
| ---- | ------------ | --------------------- | ------ | ------------ |
| 1949 |              | Paul Lücke            | CDU    | 48,6         |
| 1953 | 60,1         | Paul Lücke            | CDU    |              |
| 1957 | 64,4         | Paul Lücke            | CDU    |              |
| 1961 | 57,2         | Paul Lücke            | CDU    |              |
| 1965 | 56,6         | Paul Lücke            | CDU    |              |
| 1969 | 48,3         | Paul Lücke            | CDU    |              |
| 1972 |              | Bertram Blank         | SPD    | 48,4         |
| 1976 |              | Franz Heinrich Krey   | CDU    | 49,3         |
| 1980 | 48,2         | Franz Heinrich Krey   | CDU    |              |
| 1983 | 55,9         | Franz Heinrich Krey   | CDU    |              |
| 1987 | 51,4         | Franz Heinrich Krey   | CDU    |              |
| 1990 | 48,1         | Franz Heinrich Krey   | CDU    |              |
| 1994 |              | Wolfgang Bosbach      | CDU    | 48,7         |
| 1998 | 45,2         | Wolfgang Bosbach      | CDU    |              |
| 2002 | 44,8         | Wolfgang Bosbach      | CDU    |              |
| 2005 | 49,3         | Wolfgang Bosbach      | CDU    |              |
| 2009 | 50,0         | Wolfgang Bosbach      | CDU    |              |
| 2013 | 58,5         | Wolfgang Bosbach      | CDU    |              |
| 2017 |              | Hermann-Josef Tebroke | CDU    | 40,0         |
| 2021 | 30,0         | Hermann-Josef Tebroke | CDU    |              |
| 2025 |              | Caroline Bosbach      | CDU    | 42,2         |

## Wahlergebnisse

### Bundestagswahl 2025
Der 2021 direkt gewählte Abgeordnete Hermann-Josef Tebroke hatte im Juni 2024 bekanntgegeben, nicht erneut zu kandidieren.
| Kandidaten                      | Kandidaten                    | Parteien/Listen     | Erststimmen | Erststimmen | Zweitstimmen | Zweitstimmen |
| Kandidaten                      | Kandidaten                    | Parteien/Listen     | Stimmen     | %           | Stimmen      | %            |
| ------------------------------- | ----------------------------- | ------------------- | ----------- | ----------- | ------------ | ------------ |
|                                 | Hinrich Walter Johan Schipper | SPD                 | 34.423      | 18,8        | 33.924       | 18,5         |
|                                 | Caroline Bosbachgewählt im WK | CDU                 | 77.303      | 42,2        | 61.967       | 33,8         |
|                                 | Maik Außendorf                | GRÜNE               | 25.245      | 13,8        | 27.582       | 15,0         |
|                                 | Christian Lindner             | FDP                 | 9.053       | 4,9         | 10.199       | 5,6          |
|                                 | Harald Weyel                  | AfD                 | 22.757      | 12,4        | 24.340       | 13,3         |
|                                 | Tomás Marcelo Santillán       | Die Linke           | 9.308       | 5,1         | 11.972       | 6,5          |
|                                 | –                             | Tierschutzpartei    | –           | –           | 2.152        | 1,2          |
|                                 | –                             | Die PARTEI          | –           | –           | 859          | 0,5          |
|                                 | –                             | dieBasis            | –           | –           | 424          | 0,2          |
|                                 | –                             | Team Todenhöfer     | –           | –           | 226          | 0,1          |
|                                 | Marcel Liebegott              | FREIE WÄHLER        | 1.692       | 0,9         | 1.002        | 0,5          |
|                                 | Alexander Johannes Becker     | Volt                | 2.531       | 1,4         | 1.680        | 0,9          |
|                                 | –                             | MLPD                | –           | –           | 74           | 0,0          |
|                                 | –                             | PdF                 | –           | –           | 303          | 0,2          |
|                                 | Stefan Manfred Schäfer        | BÜNDNIS DEUTSCHLAND | 844         | 0,5         | 323          | 0,2          |
|                                 | –                             | BSW                 | –           | –           | 6.243        | 3,4          |
|                                 | –                             | MERA25              | –           | –           | 66           | 0,0          |
|                                 | –                             | WerteUnion          | –           | –           | 114          | 0,1          |
| Gesamt                          | Gesamt                        | Gesamt              | 183.156     | 100         | 183.450      | 100          |
|                                 |                               |                     |             |             |              |              |
| Ungültige Stimmen               | Ungültige Stimmen             | Ungültige Stimmen   | 1.295       | 0,7         | 1.001        | 0,5          |
| Wähler                          | Wähler                        | Wähler              | 184.451     | 86,0        | 184.451      | 86,0         |
| Wahlberechtigte                 | Wahlberechtigte               | Wahlberechtigte     | 214.554     |             | 214.554      |              |
|                                 |                               |                     |             |             |              |              |
| Quellen: Die Bundeswahlleiterin |                               |                     |             |             |              |              |

### Bundestagswahl 2021
| Kandidaten                                            | Kandidaten                         | Parteien/Listen      | Erststimmen | Erststimmen | Zweitstimmen | Zweitstimmen |
| Kandidaten                                            | Kandidaten                         | Parteien/Listen      | Stimmen     | %           | Stimmen      | %            |
| ----------------------------------------------------- | ---------------------------------- | -------------------- | ----------- | ----------- | ------------ | ------------ |
|                                                       | Hermann-Josef Tebrokegewählt im WK | CDU                  | 52.714      | 30,0        | 48.224       | 27,4         |
|                                                       | Kastriot Krasniqi                  | SPD                  | 39.827      | 22,7        | 44.429       | 25,3         |
|                                                       | Christian Lindner                  | FDP                  | 29.576      | 16,8        | 24.373       | 13,9         |
|                                                       | Harald Weyel                       | AfD                  | 9.518       | 5,4         | 10.051       | 5,7          |
|                                                       | Maik Außendorf                     | GRÜNE                | 31.626      | 18,0        | 32.285       | 18,4         |
|                                                       | Isabelle Casel                     | DIE LINKE            | 4.845       | 2,8         | 5.222        | 3,0          |
|                                                       | –                                  | Die PARTEI           | –           | –           | 1.419        | 0,8          |
|                                                       | –                                  | Tierschutzpartei     | –           | –           | 2.199        | 1,3          |
|                                                       | –                                  | PIRATEN              | –           | –           | 554          | 0,3          |
|                                                       | Uwe Wirges                         | FREIE WÄHLER         | 3.632       | 2,1         | 1.697        | 1,0          |
|                                                       | –                                  | NPD                  | –           | –           | 100          | 0,1          |
|                                                       | –                                  | ÖDP                  | –           | –           | 115          | 0,1          |
|                                                       | –                                  | V-Partei³            | –           | –           | 119          | 0,1          |
|                                                       | –                                  | Gesundheitsforschung | –           | –           | 208          | 0,1          |
|                                                       | –                                  | MLPD                 | –           | –           | 27           | 0,0          |
|                                                       | –                                  | Die Humanisten       | –           | –           | 127          | 0,1          |
|                                                       | –                                  | DKP                  | –           | –           | 22           | 0,0          |
|                                                       | –                                  | SGP                  | –           | –           | 9            | 0,0          |
|                                                       | Helga Aufmkolk                     | dieBasis             | 2.455       | 1,4         | 2.247        | 1,3          |
|                                                       | –                                  | Bündnis C            | –           | –           | 132          | 0,1          |
|                                                       | –                                  | du.                  | –           | –           | 76           | 0,0          |
|                                                       | –                                  | LIEBE                | –           | –           | 223          | 0,1          |
|                                                       | –                                  | LKR                  | –           | –           | 34           | 0,0          |
|                                                       | –                                  | PdF                  | –           | –           | 41           | 0,0          |
|                                                       | –                                  | LfK                  | –           | –           | 157          | 0,1          |
|                                                       | –                                  | Team Todenhöfer      | –           | –           | 662          | 0,4          |
|                                                       | Markus Blümke                      | Volt                 | 1.391       | 0,8         | 1.144        | 0,7          |
| Gesamt                                                | Gesamt                             | Gesamt               | 175.584     | 100         | 175.896      | 100          |
|                                                       |                                    |                      |             |             |              |              |
| Ungültige Stimmen                                     | Ungültige Stimmen                  | Ungültige Stimmen    | 1.349       | 0,8         | 1.037        | 0,6          |
| Wähler                                                | Wähler                             | Wähler               | 176.933     | 81,5        | 176.933      | 81,5         |
| Wahlberechtigte                                       | Wahlberechtigte                    | Wahlberechtigte      | 217.193     |             | 217.193      |              |
|                                                       |                                    |                      |             |             |              |              |
| Quellen: Die Bundeswahlleiterin, Kandidaten – Stimmen |                                    |                      |             |             |              |              |

### Bundestagswahl 2017
| Kandidaten                                            | Kandidaten                         | Parteien/Listen      | Erststimmen | Erststimmen | Zweitstimmen | Zweitstimmen |
| Kandidaten                                            | Kandidaten                         | Parteien/Listen      | Stimmen     | %           | Stimmen      | %            |
| ----------------------------------------------------- | ---------------------------------- | -------------------- | ----------- | ----------- | ------------ | ------------ |
|                                                       | Hermann-Josef Tebrokegewählt im WK | CDU                  | 68.948      | 40,0        | 61.423       | 35,6         |
|                                                       | Nikolaus Kleine                    | SPD                  | 42.098      | 24,4        | 36.221       | 21,0         |
|                                                       | Maik Außendorf                     | GRÜNE                | 11.846      | 6,9         | 15.581       | 9,0          |
|                                                       | Lucie Misini                       | DIE LINKE            | 8.409       | 4,9         | 11.042       | 6,4          |
|                                                       | Christian Lindner                  | FDP                  | 27.049      | 15,7        | 28.787       | 16,7         |
|                                                       | Roland Hartwig                     | AfD                  | 12.476      | 7,2         | 13.777       | 8,0          |
|                                                       | –                                  | PIRATEN              | –           | –           | 505          | 0,3          |
|                                                       | –                                  | NPD                  | –           | –           | 225          | 0,1          |
|                                                       | –                                  | Die PARTEI           | –           | –           | 1.173        | 0,7          |
|                                                       | Joachim Orth                       | FREIE WÄHLER         | 1.414       | 0,8         | 802          | 0,5          |
|                                                       | –                                  | Volksabstimmung      | –           | –           | 142          | 0,1          |
|                                                       | –                                  | ÖDP                  | –           | –           | 231          | 0,1          |
|                                                       | –                                  | MLPD                 | –           | –           | 43           | 0,0          |
|                                                       | –                                  | SGP                  | –           | –           | 10           | 0,0          |
|                                                       | –                                  | AD-DEMOKRATEN        | –           | –           | 296          | 0,2          |
|                                                       | –                                  | BGE                  | –           | –           | 187          | 0,1          |
|                                                       | –                                  | DiB                  | –           | –           | 205          | 0,1          |
|                                                       | –                                  | DKP                  | –           | –           | 17           | 0,0          |
|                                                       | –                                  | DM                   | –           | –           | 175          | 0,1          |
|                                                       | –                                  | Die Humanisten       | –           | –           | 97           | 0,1          |
|                                                       | –                                  | Gesundheitsforschung | –           | –           | 132          | 0,1          |
|                                                       | –                                  | Tierschutzpartei     | –           | –           | 1.286        | 0,7          |
|                                                       | –                                  | V-Partei³            | –           | –           | 172          | 0,1          |
| Gesamt                                                | Gesamt                             | Gesamt               | 172.240     | 100         | 172.529      | 100          |
|                                                       |                                    |                      |             |             |              |              |
| Ungültige Stimmen                                     | Ungültige Stimmen                  | Ungültige Stimmen    | 2.180       | 1,2         | 1.891        | 1,1          |
| Wähler                                                | Wähler                             | Wähler               | 174.420     | 80,2        | 174.420      | 80,2         |
| Wahlberechtigte                                       | Wahlberechtigte                    | Wahlberechtigte      | 217.425     |             | 217.425      |              |
|                                                       |                                    |                      |             |             |              |              |
| Quellen: Die Bundeswahlleiterin, Kandidaten – Stimmen |                                    |                      |             |             |              |              |

### Bundestagswahl 2013
| Kandidaten                                            | Kandidaten                    | Parteien/Listen     | Erststimmen | Erststimmen | Zweitstimmen | Zweitstimmen |
| Kandidaten                                            | Kandidaten                    | Parteien/Listen     | Stimmen     | %           | Stimmen      | %            |
| ----------------------------------------------------- | ----------------------------- | ------------------- | ----------- | ----------- | ------------ | ------------ |
|                                                       | Wolfgang Bosbachgewählt im WK | CDU                 | 98.017      | 58,5        | 73.278       | 43,7         |
|                                                       | Michael Zalfen                | SPD                 | 41.894      | 25,0        | 43.721       | 26,1         |
|                                                       | Peter Ludemann                | FDP                 | 2.937       | 1,8         | 11.676       | 7,0          |
|                                                       | Maik Außendorf                | GRÜNE               | 11.472      | 6,8         | 15.113       | 9,0          |
|                                                       | Grischa Bischeff              | DIE LINKE           | 6.884       | 4,1         | 8.473        | 5,1          |
|                                                       | –                             | PIRATEN             | –           | –           | 3.311        | 2,0          |
|                                                       | Michael Zündorf               | NPD                 | 1.241       | 0,7         | 1.149        | 0,7          |
|                                                       | –                             | REP                 | –           | –           | 155          | 0,1          |
|                                                       | –                             | Bündnis 21/RRP      | –           | –           | 79           | 0,0          |
|                                                       | –                             | Volksabstimmung     | –           | –           | 294          | 0,2          |
|                                                       | –                             | ÖDP                 | –           | –           | 265          | 0,2          |
|                                                       | –                             | MLPD                | –           | –           | 30           | 0,0          |
|                                                       | –                             | BüSo                | –           | –           | 25           | 0,0          |
|                                                       | –                             | PSG                 | –           | –           | 24           | 0,0          |
|                                                       | Martin Haase                  | AfD                 | 4.713       | 2,8         | 7.945        | 4,7          |
|                                                       | –                             | BIG                 | –           | –           | 119          | 0,1          |
|                                                       | –                             | pro Deutschland     | –           | –           | 348          | 0,2          |
|                                                       | –                             | DIE RECHTE          | –           | –           | 28           | 0,0          |
|                                                       | –                             | FREIE WÄHLER        | –           | –           | 463          | 0,3          |
|                                                       | –                             | Nichtwähler         | –           | –           | 297          | 0,2          |
|                                                       | –                             | PARTEI DER VERNUNFT | –           | –           | 153          | 0,1          |
|                                                       | –                             | Die PARTEI          | –           | –           | 774          | 0,5          |
|                                                       | Karl Ulrich Voss              | Einzelbewerber      | 446         | 0,3         | –            | –            |
| Gesamt                                                | Gesamt                        | Gesamt              | 167.604     | 100         | 167.720      | 100          |
|                                                       |                               |                     |             |             |              |              |
| Ungültige Stimmen                                     | Ungültige Stimmen             | Ungültige Stimmen   | 1.527       | 0,9         | 1.411        | 0,8          |
| Wähler                                                | Wähler                        | Wähler              | 169.131     | 78,2        | 169.131      | 78,2         |
| Wahlberechtigte                                       | Wahlberechtigte               | Wahlberechtigte     | 216.414     |             | 216.414      |              |
|                                                       |                               |                     |             |             |              |              |
| Quellen: Die Bundeswahlleiterin, Kandidaten – Stimmen |                               |                     |             |             |              |              |

### Bundestagswahl 2009
| Kandidaten                                          | Kandidaten                    | Parteien/Listen      | Erststimmen | Erststimmen | Zweitstimmen | Zweitstimmen |
| Kandidaten                                          | Kandidaten                    | Parteien/Listen      | Stimmen     | %           | Stimmen      | %            |
| --------------------------------------------------- | ----------------------------- | -------------------- | ----------- | ----------- | ------------ | ------------ |
|                                                     | Lasse Pütz                    | SPD                  | 43.992      | 26,7        | 38.415       | 23,3         |
|                                                     | Wolfgang Bosbachgewählt im WK | CDU                  | 82.523      | 50,0        | 58.572       | 35,5         |
|                                                     | Christian Lindner             | FDP                  | 14.198      | 8,6         | 31.480       | 19,1         |
|                                                     | Harald Wolfert                | GRÜNE                | 13.745      | 8,3         | 18.582       | 11,3         |
|                                                     | Walter Heuser                 | DIE LINKE            | 8.561       | 5,2         | 10.832       | 6,6          |
|                                                     | Rainer Engels                 | NPD                  | 1.643       | 1,0         | 1.227        | 0,7          |
|                                                     | –                             | Die Tierschutzpartei | –           | –           | 1.111        | 0,7          |
|                                                     | –                             | FAMILIE              | –           | –           | 725          | 0,4          |
|                                                     | –                             | REP                  | –           | –           | 353          | 0,2          |
|                                                     | –                             | Volksabstimmung      | –           | –           | 197          | 0,1          |
|                                                     | –                             | MLPD                 | –           | –           | 30           | 0,0          |
|                                                     | –                             | PSG                  | –           | –           | 18           | 0,0          |
|                                                     | –                             | ZENTRUM              | –           | –           | 87           | 0,1          |
|                                                     | –                             | BüSo                 | –           | –           | 47           | 0,0          |
|                                                     | –                             | DVU                  | –           | –           | 94           | 0,1          |
|                                                     | –                             | ödp                  | –           | –           | 177          | 0,1          |
|                                                     | –                             | PIRATEN              | –           | –           | 2.346        | 1,4          |
|                                                     | –                             | RRP                  | –           | –           | 292          | 0,2          |
|                                                     | –                             | RENTNER              | –           | –           | 543          | 0,3          |
|                                                     | Erwin Willi Weber             | Einzelbewerber       | 409         | 0,2         | –            | –            |
| Gesamt                                              | Gesamt                        | Gesamt               | 165.071     | 100         | 165.128      | 100          |
|                                                     |                               |                      |             |             |              |              |
| Ungültige Stimmen                                   | Ungültige Stimmen             | Ungültige Stimmen    | 1.598       | 1,0         | 1.541        | 0,9          |
| Wähler                                              | Wähler                        | Wähler               | 166.669     | 77,3        | 166.669      | 77,3         |
| Wahlberechtigte                                     | Wahlberechtigte               | Wahlberechtigte      | 215.582     |             | 215.582      |              |
|                                                     |                               |                      |             |             |              |              |
| Quellen: Der Bundeswahlleiter, Kandidaten – Stimmen |                               |                      |             |             |              |              |

### Bundestagswahl 2005
| Kandidaten                                          | Kandidaten                    | Parteien/Listen      | Erststimmen | Erststimmen | Zweitstimmen | Zweitstimmen |
| Kandidaten                                          | Kandidaten                    | Parteien/Listen      | Stimmen     | %           | Stimmen      | %            |
| --------------------------------------------------- | ----------------------------- | -------------------- | ----------- | ----------- | ------------ | ------------ |
|                                                     | Lasse Pütz                    | SPD                  | 65.495      | 37,4        | 58.867       | 33,6         |
|                                                     | Wolfgang Bosbachgewählt im WK | CDU                  | 86.290      | 49,3        | 64.757       | 37,0         |
|                                                     | Bernd Koglin                  | FDP                  | 7.881       | 4,5         | 24.683       | 14,1         |
|                                                     | Harald Wolfert                | GRÜNE                | 8.735       | 5,0         | 15.421       | 8,8          |
|                                                     | Claudius Gabriel Caßemayer    | Die Linke.           | 5.358       | 3,1         | 7.180        | 4,1          |
|                                                     | –                             | REP                  | –           | –           | 358          | 0,2          |
|                                                     | –                             | Die Tierschutzpartei | –           | –           | 879          | 0,5          |
|                                                     | Rainer Engels                 | NPD                  | 1.415       | 0,8         | 1.109        | 0,6          |
|                                                     | –                             | FAMILIE              | –           | –           | 678          | 0,4          |
|                                                     | –                             | GRAUE                | –           | –           | 704          | 0,4          |
|                                                     | –                             | PBC                  | –           | –           | 272          | 0,2          |
|                                                     | –                             | ZENTRUM              | –           | –           | 42           | 0,0          |
|                                                     | –                             | BüSo                 | –           | –           | 66           | 0,0          |
|                                                     | –                             | Deutschland          | –           | –           | 125          | 0,1          |
|                                                     | –                             | MLPD                 | –           | –           | 48           | 0,0          |
|                                                     | –                             | PSG                  | –           | –           | 46           | 0,0          |
| Gesamt                                              | Gesamt                        | Gesamt               | 175.174     | 100         | 175.235      | 100          |
|                                                     |                               |                      |             |             |              |              |
| Ungültige Stimmen                                   | Ungültige Stimmen             | Ungültige Stimmen    | 1.861       | 1,1         | 1.800        | 1,0          |
| Wähler                                              | Wähler                        | Wähler               | 177.035     | 82,9        | 177.035      | 82,9         |
| Wahlberechtigte                                     | Wahlberechtigte               | Wahlberechtigte      | 213.615     |             | 213.615      |              |
|                                                     |                               |                      |             |             |              |              |
| Quellen: Der Bundeswahlleiter, Kandidaten – Stimmen |                               |                      |             |             |              |              |

### Bundestagswahl 2002
| Kandidaten                                          | Kandidaten                    | Parteien/Listen   | Erststimmen | Erststimmen | Zweitstimmen | Zweitstimmen |
| Kandidaten                                          | Kandidaten                    | Parteien/Listen   | Stimmen     | %           | Stimmen      | %            |
| --------------------------------------------------- | ----------------------------- | ----------------- | ----------- | ----------- | ------------ | ------------ |
|                                                     | Gerhard Zorn                  | SPD               | 70.481      | 40,1        | 63.857       | 36,3         |
|                                                     | Wolfgang Bosbachgewählt im WK | CDU               | 78.770      | 44,8        | 66.824       | 38,0         |
|                                                     | Michael Becker                | FDP               | 12.298      | 7,0         | 20.866       | 11,9         |
|                                                     | Günter Ziffus                 | GRÜNE             | 10.841      | 6,2         | 18.709       | 10,6         |
|                                                     | Klaus Linke                   | PDS               | 1.562       | 0,9         | 1.895        | 1,1          |
|                                                     | –                             | REP               | –           | –           | 440          | 0,3          |
|                                                     | –                             | GRAUE             | –           | –           | 331          | 0,2          |
|                                                     | –                             | Tierschutz        | –           | –           | 636          | 0,4          |
|                                                     | –                             | FAMILIE           | –           | –           | 333          | 0,2          |
|                                                     | –                             | NPD               | –           | –           | 326          | 0,2          |
|                                                     | –                             | PBC               | –           | –           | 354          | 0,2          |
|                                                     | Klaus Hoffmann                | ödp               | 376         | 0,2         | 137          | 0,1          |
|                                                     | –                             | CM                | –           | –           | 69           | 0,0          |
|                                                     | –                             | DIE FRAUEN        | –           | –           | 155          | 0,1          |
|                                                     | Walter vom Stein              | BüSo              | 415         | 0,2         | 73           | 0,0          |
|                                                     | –                             | Violetten         | –           | –           | 37           | 0,0          |
|                                                     | –                             | ZENTRUM           | –           | –           | 30           | 0,0          |
|                                                     | –                             | HP                | –           | –           | 12           | 0,0          |
|                                                     | Marga Gootjes-Schwarz         | Schill            | 1.129       | 0,6         | 851          | 0,5          |
| Gesamt                                              | Gesamt                        | Gesamt            | 175.872     | 100         | 175.935      | 100          |
|                                                     |                               |                   |             |             |              |              |
| Ungültige Stimmen                                   | Ungültige Stimmen             | Ungültige Stimmen | 1.569       | 0,9         | 1.506        | 0,8          |
| Wähler                                              | Wähler                        | Wähler            | 177.441     | 84,3        | 177.441      | 84,3         |
| Wahlberechtigte                                     | Wahlberechtigte               | Wahlberechtigte   | 210.429     |             | 210.429      |              |
|                                                     |                               |                   |             |             |              |              |
| Quellen: Der Bundeswahlleiter, Kandidaten – Stimmen |                               |                   |             |             |              |              |

### Bundestagswahl 1998
| Kandidaten                                          | Kandidaten                    | Parteien/Listen     | Erststimmen | Erststimmen | Zweitstimmen | Zweitstimmen |
| Kandidaten                                          | Kandidaten                    | Parteien/Listen     | Stimmen     | %           | Stimmen      | %            |
| --------------------------------------------------- | ----------------------------- | ------------------- | ----------- | ----------- | ------------ | ------------ |
|                                                     | Gerhard Zorn                  | SPD                 | 61.723      | 41,8        | 55.879       | 37,8         |
|                                                     | Wolfgang Bosbachgewählt im WK | CDU                 | 68.191      | 46,2        | 56.056       | 37,9         |
|                                                     | Michael Becker                | F.D.P.              | 5.946       | 4,0         | 16.621       | 11,2         |
|                                                     | Magda Ryborsch                | GRÜNE               | 8.051       | 5,5         | 12.261       | 8,3          |
|                                                     | Günter Hennes                 | PDS                 | 1.157       | 0,8         | 1.551        | 1,0          |
|                                                     | –                             | Deutschland         | –           | –           | 60           | 0,0          |
|                                                     | –                             | APPD                | –           | –           | 142          | 0,1          |
|                                                     | –                             | BüSo                | –           | –           | 30           | 0,0          |
|                                                     | –                             | BFB – Die Offensive | –           | –           | 101          | 0,1          |
|                                                     | –                             | Chance 2000         | –           | –           | 82           | 0,1          |
|                                                     | –                             | CM                  | –           | –           | 61           | 0,0          |
|                                                     | –                             | DVU                 | –           | –           | 1.024        | 0,7          |
|                                                     | Joachim Milde                 | GRAUE               | 839         | 0,6         | 649          | 0,4          |
|                                                     | Harald Pohl                   | REP                 | 1.756       | 1,2         | 1.312        | 0,9          |
|                                                     | –                             | FAMILIE             | –           | –           | 259          | 0,2          |
|                                                     | –                             | DIE FRAUEN          | –           | –           | 58           | 0,0          |
|                                                     | –                             | Pro DM              | –           | –           | 696          | 0,5          |
|                                                     | –                             | MLPD                | –           | –           | 6            | 0,0          |
|                                                     | –                             | Tierschutz          | –           | –           | 406          | 0,3          |
|                                                     | –                             | NPD                 | –           | –           | 125          | 0,1          |
|                                                     | –                             | NATURGESETZ         | –           | –           | 69           | 0,0          |
|                                                     | –                             | ödp                 | –           | –           | 102          | 0,1          |
|                                                     | –                             | PBC                 | –           | –           | 239          | 0,2          |
|                                                     | –                             | Nichtwähler         | –           | –           | 130          | 0,1          |
|                                                     | –                             | PSG                 | –           | –           | 14           | 0,0          |
| Gesamt                                              | Gesamt                        | Gesamt              | 147.663     | 100         | 147.933      | 100          |
|                                                     |                               |                     |             |             |              |              |
| Ungültige Stimmen                                   | Ungültige Stimmen             | Ungültige Stimmen   | 1.418       | 1,0         | 1.148        | 0,8          |
| Wähler                                              | Wähler                        | Wähler              | 149.081     | 86,6        | 149.081      | 86,6         |
| Wahlberechtigte                                     | Wahlberechtigte               | Wahlberechtigte     | 172.175     |             | 172.175      |              |
|                                                     |                               |                     |             |             |              |              |
| Quellen: Der Bundeswahlleiter, Kandidaten – Stimmen |                               |                     |             |             |              |              |

### Bundestagswahl 1994
| Kandidaten                                                       | Kandidaten                    | Parteien/Listen   | Erststimmen | Erststimmen | Zweitstimmen | Zweitstimmen |
| Kandidaten                                                       | Kandidaten                    | Parteien/Listen   | Stimmen     | %           | Stimmen      | %            |
| ---------------------------------------------------------------- | ----------------------------- | ----------------- | ----------- | ----------- | ------------ | ------------ |
|                                                                  | Gerhard Zorn                  | SPD               | 51.306      | 36,3        | 48.391       | 34,0         |
|                                                                  | Wolfgang Bosbachgewählt im WK | CDU               | 68.749      | 48,7        | 59.928       | 42,1         |
|                                                                  | Susanna Schreiber             | F.D.P.            | 7.306       | 5,2         | 16.391       | 11,5         |
|                                                                  | Irene Martin-Causemann        | GRÜNE             | 10.585      | 7,5         | 12.233       | 8,6          |
|                                                                  | –                             | PDS               | –           | –           | 1.209        | 0,8          |
|                                                                  | Walter vom Stein              | Solidarität       | 400         | 0,3         | 91           | 0,1          |
|                                                                  | –                             | BSA               | –           | –           | 6            | 0,0          |
|                                                                  | –                             | CM                | –           | –           | 102          | 0,1          |
|                                                                  | –                             | ZENTRUM           | –           | –           | 36           | 0,0          |
|                                                                  | Werner Schwamborn             | GRAUE             | 1.120       | 0,8         | 859          | 0,6          |
|                                                                  | –                             | NATURGESETZ       | –           | –           | 121          | 0,1          |
|                                                                  | Harald Pohl                   | REP               | 1.803       | 1,3         | 1.715        | 1,2          |
|                                                                  | –                             | MLPD              | –           | –           | 9            | 0,0          |
|                                                                  | –                             | Tierschutz        | –           | –           | 501          | 0,4          |
|                                                                  | –                             | ÖDP               | –           | –           | 225          | 0,2          |
|                                                                  | –                             | PBC               | –           | –           | 256          | 0,2          |
|                                                                  | –                             | STATT Partei      | –           | –           | 267          | 0,2          |
| Gesamt                                                           | Gesamt                        | Gesamt            | 141.269     | 100         | 142.340      | 100          |
|                                                                  |                               |                   |             |             |              |              |
| Ungültige Stimmen                                                | Ungültige Stimmen             | Ungültige Stimmen | 2.887       | 2,0         | 1.816        | 1,3          |
| Wähler                                                           | Wähler                        | Wähler            | 144.156     | 85,2        | 144.156      | 85,2         |
| Wahlberechtigte                                                  | Wahlberechtigte               | Wahlberechtigte   | 169.154     |             | 169.154      |              |
|                                                                  |                               |                   |             |             |              |              |
| Quellen: Der Bundeswahlleiter, Stimmen – Statistisches Bundesamt |                               |                   |             |             |              |              |

### Bundestagswahl 1990
| Kandidaten                                                             | Kandidaten                       | Parteien/Listen   | Erststimmen | Erststimmen | Zweitstimmen | Zweitstimmen |
| Kandidaten                                                             | Kandidaten                       | Parteien/Listen   | Stimmen     | %           | Stimmen      | %            |
| ---------------------------------------------------------------------- | -------------------------------- | ----------------- | ----------- | ----------- | ------------ | ------------ |
|                                                                        | Jürgen Wilhelm                   | SPD               | 47.057      | 34,3        | 43.979       | 32,0         |
|                                                                        | Franz Heinrich Kreygewählt im WK | CDU               | 65.971      | 48,1        | 60.783       | 44,3         |
|                                                                        | Hermann Linke                    | F.D.P.            | 11.915      | 8,7         | 21.735       | 15,8         |
|                                                                        | Almut Kottwitz                   | GRÜNE             | 8.088       | 5,9         | 6.679        | 4,9          |
|                                                                        | –                                | CM                | –           | –           | 147          | 0,1          |
|                                                                        | Lisette Milde                    | DIE GRAUEN        | 1.538       | 1,1         | 1.233        | 0,9          |
|                                                                        | Helmut Jürgen Schmidt            | REP               | 1.522       | 1,1         | 1.508        | 1,1          |
|                                                                        | –                                | FRAUEN            | –           | –           | 136          | 0,1          |
|                                                                        | Rainer Stefan Engels             | NPD               | 304         | 0,2         | 286          | 0,2          |
|                                                                        | Heinz-Willi Müller               | ÖDP               | 557         | 0,4         | 436          | 0,3          |
|                                                                        | –                                | PDS               | –           | –           | 340          | 0,2          |
|                                                                        | Walter vom Stein                 | Patrioten         | 98          | 0,1         | 35           | 0,0          |
|                                                                        | –                                | VAA               | –           | –           | 26           | 0,0          |
| Gesamt                                                                 | Gesamt                           | Gesamt            | 137.050     | 100         | 137.323      | 100          |
|                                                                        |                                  |                   |             |             |              |              |
| Ungültige Stimmen                                                      | Ungültige Stimmen                | Ungültige Stimmen | 1.230       | 0,9         | 957          | 0,7          |
| Wähler                                                                 | Wähler                           | Wähler            | 138.280     | 82,3        | 138.280      | 82,3         |
| Wahlberechtigte                                                        | Wahlberechtigte                  | Wahlberechtigte   | 168.063     |             | 168.063      |              |
|                                                                        |                                  |                   |             |             |              |              |
| Quellen: Stimmen: Landeswahlleiter – Bewerber: Statistisches Bundesamt |                                  |                   |             |             |              |              |